# La Double Vie de Lisa
Pour les articles homonymes, voir Double vie.
La Double Vie de Lisa (France) ou Bac et boule de neige (Québec) (Little Girl in the Big Ten) est le 20e épisode de la saison 13 de la série télévisée d'animation Les Simpson.

## Synopsis
Pour permettre à l'école de garder son niveau actuel en gymnastique, le principal Skinner offre à Lisa un coach particulier. À son cours, elle rencontre deux étudiantes à qui elle raconte, pour ne pas paraître ridicule, qu'elle est également étudiante. Elle commence à mener deux vies. Pendant ce temps, Bart se fait piquer par un moustique qui lui transmet le syndrome du panda qui l'oblige à rester enfermé dans une bulle pendant une semaine

## Invités
- Robert Pinsky